# Kościół Matki Bożej z Damaszku w Valletcie
Kościół Matki Bożej z Damaszku (malt. Il-Knisja tal-Madonna ta' Damasku, gr. Εκκλησία της Παναγίας της Δαμασκού, ang. Church of Our Lady of Damascus) - świątynia Greckiego Kościoła katolickiego w Valletcie na Malcie. Jest to jedyny, obok kościoła św. Mikołaja, greckokatolicki kościół w tym państwie. Nazywany bywa też Id-Damaxxena.

## Kościół oryginalny
Oryginalny kościół został zbudowany na zamówienie Giovanniego Calamii w celu umieszczenia w nim ikony Matki Bożej z Damaszku, przywiezionej przez Greków przybywających z Rodos wraz z Rycerzami Joannitami, po zajęciu wyspy przez Turków osmańskich. Budowa kościoła została zakończona w roku 1580. W roku 1587 ikona Matki Bożej z Damaszku została uroczyście przeniesiona z Birgu do nowej świątyni.

## Świątynia dzisiaj
24 marca 1942 roku, podczas jednego z licznych nalotów bombowych na Vallettę, kościół Matki Bożej z Damaszku został trafiony bombą i kompletnie zniszczony. Wiele ikon zostało bezpowrotnie straconych pod gruzami. Dzięki inicjatywie i zaangażowaniu ojca Papa Gjergji Schirò (Piana degli Albanesi), kościół został odbudowany i w dniu 15 sierpnia 1951 roku rekonsekrowany przez arcybiskupa Georgiosa Halavazisa.
Kościół jest używany przez greckokatolicką społeczność Malty do sprawowania Boskiej Liturgii. Sprawowana jest tu też liturgia przez Grecki Melchicki Kościół Katolicki, Apostolski Kościół Ormiański, Rosyjski Kościół Prawosławny, Ukraiński Kościół Prawosławny oraz Białoruski Kościół Prawosławny.